# ISO 3166-2:BE
ISO 3166-2:BElà chuẩn ISO định nghĩa mã địa lý. Nó là tập con của ISO 3166-2 áp dụng cho Bỉ, đại diện cho 5 tỉnh ở Wallonia và khu vực thủ đô Brussel, 5 tỉnh ở Flanders. Mỗi mã hai phần bao gồm mã ISO 3166-1 cho Bỉ (Be) và ký tự 3 chữ số.
Hai khu vực sau đây không có mã ISO 3166-2:
- VLG Vlaanderen
- WAL Wallonie

## Mã
| Sắp xếp theo mã |                 |                         |
| BE-BRU          | Bruxelles       | Bruxelles               |
| BE-VAN          | Antwerpen       | (tỉnh thuộc Vlaanderen) |
| BE-VBR          | Vlaams-Brabant  | (tỉnh thuộc Vlaanderen) |
| BE-VLI          | Limburg         | (tỉnh thuộc Vlaanderen) |
| BE-VOV          | Oost-Vlaanderen | (tỉnh thuộc Vlaanderen) |
| BE-VWV          | West-Vlaanderen | (tỉnh thuộc Vlaanderen) |
| BE-WBR          | Walloon Brabant | (tỉnh thuộc Wallonie)   |
| BE-WHT          | Hainaut         | (tỉnh thuộc Wallonie)   |
| BE-WLG          | Liège           | (tỉnh thuộc Wallonie)   |
| BE-WLX          | Luxembourg      | (tỉnh thuộc Wallonie)   |
| BE-WNA          | Namur           | (tỉnh thuộc Wallonie)   |

| Sắp xếp theo tên |        |
| Antwerpen        | BE-VAN |
| Brabant Wallon   | BE-WBR |
| Bruxelles        | BE-BRU |
| Hainaut          | BE-WHT |
| Liège            | BE-WLG |
| Limburg          | BE-VLI |
| Luxembourg       | BE-WLX |
| Namur            | BE-WNA |
| Oost-Vlaanderen  | BE-VOV |
| Vlaams Brabant   | BE-VBR |
| West-Vlaanderen  | BE-VWV |